# Edicions de 1984
Edicions de 1984 es una editorial catalana nacida en Barcelona en 1984, cuando se constituye como sociedad anónima por Àngels Agulló, Jordi Rojas, Carme Sansa y Josep Cots. Después de publicar 15 títulos, en 1990 los editores deciden suspender el proyecto, que renace impulsado por Josep Cots, actual director editorial, como sociedad limitada y con un nuevo planteamiento en 1996. El equipo lo completan Laura Baena, incorporada el 2007, y Núria Miralpeix, desde el año 2019. El nombre de la editorial es un homenaje al título de la obra 1984 de George Orwell, coincidente con su año de fundación.
Sus primeras colecciones fueron Temps Maleïts, centrada en obras literarias, y Soldats de Ploma, de ensayo y periodismo. Con la refundación de la editorial las colecciones se amplían con La Clàssica, 1984 Poesia, De Bat a Bat, Butxaca 1984, y especialmente Mirmanda, centrada en la narrativa en un sentido amplio, donde se encuentra buena parte del grueso de la editorial, combinando traducciones con la publicación de originales en catalán, recuperando autores desconocidos así como descubriendo nuevos talentos. Uno de los grandes éxitos de esta colección y de la editorial fue la publicación de la novela Olor de colonia de la escritora catalana Sílvia Alcàntara, publicada en 2009, que el 2014 llegaría a la cifra de 55.000 ejemplares vendidos. Otros autores que identifican la editorial son Claudio Magris, del cual han traducido el núcleo de su obra, Jordi Lara, así como Walt Whitman, Àngel Guimerà y Blai Bonet, con la publicación de su obra poética completa. Una última colección Incís, dedicada a la narrativa breve, se incorpora en el catálogo el 2014. El año 2014 la editorial gana lo Premio Nazionale por la Traduzione 2013, otorgado por el Ministerio de Cultura Italiano.